# ヒッチコック様式

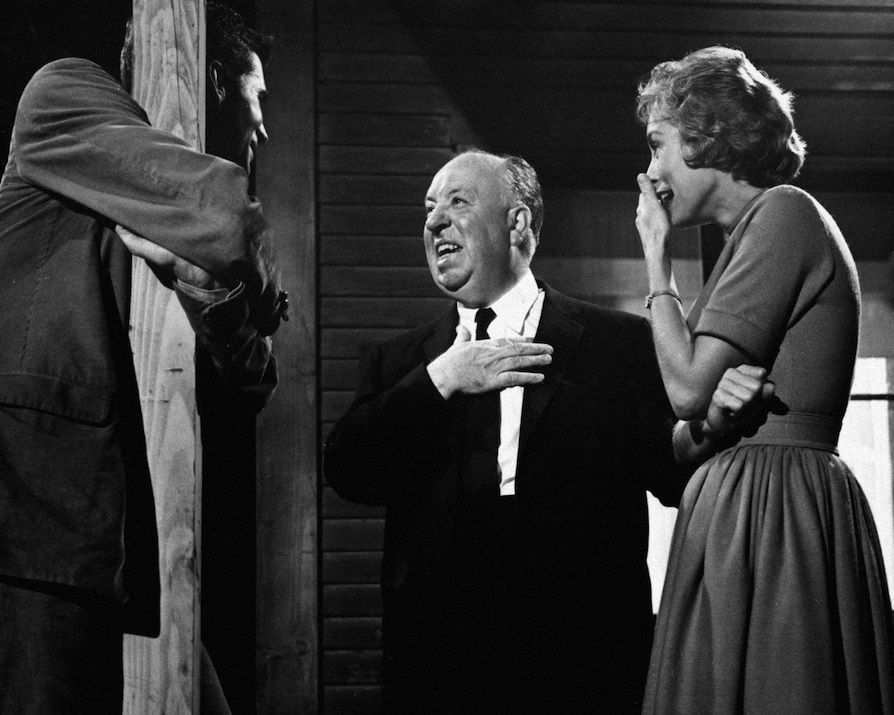
Anthony Perkins, Alfred Hitchcock & Janet Leigh on Psycho (1960) Set

ヒッチコック様式の映画（Hitchcockian films）とは、アルフレッド・ヒッチコックのスタイルやテーマに似せて、様々な映画監督が制作した映画のことを指す。

## 特徴
ヒッチコック様式と見なされる要素としては、以下のようなものが挙げられる。
- クライマックスのどんでん返し。
- クールなプラチナブロンド。
- 威圧的な母親の存在が、誰かの人生に影響を与える。
- 無実の男が告発される。
- 緊張感を高めるために話の展開を1つの舞台に限定すること（例：『救命艇』、『裏窓』）。
- 敵味方が入れ替わるキャラクターや、信頼できないキャラクターの登場。
- サスペンスで緊張感を高め、生命の危機に瀕したキャラクターを観客が楽しめるようにする（例：『めまい』）。
- 平凡な人々が奇妙で危険な状況に追い込まれる（例：『サイコ』、『北北西に進路を取れ』、『知りすぎていた男』）。
- 当局者、特に警察官が不器用で無能である。
- 差し迫った破滅を象徴する暗闇の使用（黒い服、影、煙など）。
- 有名なランドマークの強い視覚的な使用（自由の女神像、ラシュモア山、フォース橋、ゴールデン・ゲート・ブリッジ、ロイヤル・アルバート・ホール、大英博物館、ピカデリーサーカスなど）。
- 人違い（例：『北北西に進路を取れ』、『フレンジー』）。
- 差し迫った危険やサスペンスのモチーフとしての階段の使用。
- マクガフィンをプロットデバイスとして使用。
- 犯罪を明確に提示するのではなく、ミステリーとして犯罪に言及する（例：『ダイヤルMを廻せ!』）。

## 代表例
ヒッチコック様式を彷彿とさせる映画、またはシーンのある映画には次のようなものがある：

### 1940年代
- ガス燈　Gaslight（1944）[1]

### 1950年代
- ナイアガラ　Niagara（1953）[2]
- 23 Paces to Baker Street（1956）[3]
- 情婦　Witness for the Prosecution（1957）[4][5]

### 1960年代
- 誰かが狙っている　Midnight Lace（1960）[6]
- 恐怖の岬　Cape Fear（1962）[7]
- シャレード　Charade（1963）[8]
- 007 ロシアより愛をこめて　From Russia with Love（1963）[9]
- 逆転　The Prize（1963）[10]
- アラベスク　Arabesque（1966）[11]
- 欲望　Blowup (1966)[12]
- 暗くなるまで待って　Wait Until Dark（1967）[13][14]

### 1970年代
- 激突!　Duel（1971）[15]
- 恐怖のメロディ　Play Misty for Me (1971)[16]
- シーラ号の謎　The Last of Sheila（1973）[17]
- ジョーズ　Jaws（1975）[18]
- Last Embrace (1979)[19]

### 1980年代
- ブルーベルベット　Blue Velvet（1986）[20]
- 危険な情事　Fatal Attraction（1987）[21]

### 1990年代
- アラクノフォビア　Arachnophobia（1990）[22]
- ミザリー　Misery (1990)[23]
- ケープ・フィアー　Cape Fear（1991）[7]
- 氷の微笑　Basic Instinct（1992）[24]

- 12モンキーズ　12 Monkeys (1995)[25][26]
- バウンド　Bound (1996)[27][28]
- ダブル・ジョパディー　Double Jeopardy (1999)[29]

### 2000年代
- ホワット・ライズ・ビニース　What Lies Beneath（2000）[30]
- マルホランド・ドライブ　Mulholland Drive (2001)[31]
- パニック・ルーム　Panic Room（2002）[32]
- フォーン・ブース　Phone Booth (2002)[33]
- ディスタービア　Disturbia（2007）[34]

### 2010年代
- サイド・エフェクト　Side Effects（2013）[35][36][37]
- イノセント・ガーデン　Stoker (2013)[38]
- NSFW 絶対消去（英語版）　Not Safe for Work（2014）[39]
- クリムゾン・ピーク　Crimson Peak（2015）[40]
- ザ・ギフト　The Gift（2015）[41]
- ドント・ブリーズ　Don't Breathe（2016）[42][14]
- ノクターナル・アニマルズ　Nocturnal Animals（2016）[43]
- ライク・ア・キラー 妻を殺したかった男　A Kind of Murder（2016）[44]
- スプリット　Split（2016）[45]
- ジェラルドのゲーム　Gerald's Game（2017）[46]
- シンプル・フェイバー　A Simple Favor（2018）[47]

## 映画監督
以下は、複数のヒッチコック様式の映画を監督した映画製作者のリスト。
- ダリオ・アルジェント[48]
- パク・チャヌク[49]
- アンリ＝ジョルジュ・クルーゾー[50]
- ブライアン・デ・パルマ[51]

## 国別の映画作品

### オーストラリア
- Roadgames (1981)[52]
- Crosstalk (1982)[53]
- Coffin Rock（2009）[54]
- Blame (2010)[55]
- クロール 裏切りの代償（英語版）　Crawl（2011）[56]
- Bad Blood (2017)[57]

### フランス
- 悪魔のような女　Les Diaboliques（1955）[58]
- Le Boucher（1970）[59]
- ザ・バニシング 消失（英語版）　The Vanishing（1988）[60] [61]
- ラブ・クライム 偽りの愛に溺れて　Love Crime（2010）[62]
- エル ELLE　Elle（2016）[63]
- パーソナル・ショッパー　Personal Shopper（2016）[64]

### ドイツ
- アンノウン　Unknown（2011）[65] [66] [67] [68]

### スペイン
- ［リミット］　Buried（2010）[69]

### イギリス
- 血を吸うカメラ　Peeping Tom（1960）[70]

## 参照
- アルフレッド・ヒッチコック
- アルフレッド・ヒッチコックのフィルモグラフィー
- ジャッロ
- クリミ（英語版）
- スリラー映画

### 書誌
- Michael Walker (2005), Hitchcock's motifs, Amsterdam University Press, ISBN 978-90-5356-773-9